# Олуши
О́луши (лат. Sula) — род крупных морских птиц из семейства олушевых (Sulidae) отряда олушеобразных (Suliformes). Род состоит из шести современных видов олушей и нескольких вымерших видов. Северная олуша (Sula bassana) перенесена в другой род (Morus), включающий три вида. Олуша Абботта (Sula abbotti) выделена в третий род (Papasula) семейства олушевых.

## Общие характеристики рода
Олуши — крупные птицы, свободно парят над океаном и добывают рыбу и кальмаров, ныряя в воду с высоты 10—100 м на глубину до 25 м. Длина тела взрослых особей рода Sula: 71—91 см, размах крыльев: до 1,5 м, вес: 0,7—1,5 кг. При нырянии могут развивать скорость у поверхности воды до 140 км/ч. Удар смягчается воздушными мешками, расположенными под кожей головы. Преобладающие цвета перьев: белый и чёрный (тёмно-коричневый). По краям острого клюва расположены мелкие зубчики. Олуши дышат клювом, поскольку наружные носовые отверстия навсегда закрыты и не мешают нырять. Глаза расположены спереди, рядом с клювом, зрение — бинокулярное.

## Гнездование
Олуши гнездятся колониями в основном на островах и морских побережьях тропиков и субтропиков Атлантического, Тихого и Индийского океанов. Кладка от одного до четырёх бледновато-голубых или серых яиц происходит на скалах, песчаных берегах или на деревьях. На яйцах сидят попеременно оба родителя в течение 28—45 дней. Если вылупляется несколько птенцов, то обычно вскармливается только один, самый сильный. Голубоногие олуши составляют исключение и вскармливают нескольких птенцов. Через три—шесть месяцев молодые олуши приступают к самостоятельной охоте.
В Перу существует многовековая традиция собирать гуано в местах гнездования олушей и других птиц и использовать его в качестве удобрений.

## Систематика и эволюция

### Видообразование
Расположение пяти из шести известных видов олушей (лат. Sula) на филогенетическом дереве и их разделение от других родов Олушевых приведено на рисунке справа. Ранее все виды Олушевых относили к одному роду, но молекулярные и ископаемые данные позволили выделить три рода. Ископаемые остатки рода Sula попадаются гораздо реже, чем Morus.

### Род Sula

#### Современные виды
Международный союз орнитологов выделяет семь современных видов:
- Sula sula (Linnaeus, 1766) — Красноногая олуша
- Sula leucogaster (Boddaert, 1783) — Бурая олуша
- Sula brewsteri Goss, 1888
- Sula dactylatra R. Lesson, 1831 — Голуболицая олуша
- Sula granti Rothschild, 1902 — Насканская олуша
- Sula nebouxii Milne-Edwards, 1882 — Голубоногая олуша
- Sula variegata (Tschudi, 1843) — Перуанская олуша

#### Вымершие виды
- Sula humeralis (ископаемые: средний плиоцен)
- Sula magna (ископаемые: поздний/ранний плиоцен, Перу)
- Sula sulita (ископаемые: поздний плиоцен, Перу)